# تیساوید
تیساوید (به مجاری:  Tiszavid) یک منطقهٔ مسکونی در مجارستان است که در ناحیه واشاروشنامنی واقع شده‌است. تیساوید ۱۰٫۵۰ کیلومتر مربع مساحت و ۵۰۹ نفر جمعیت دارد.